# Kaspar Maximilian Droste zu Vischering

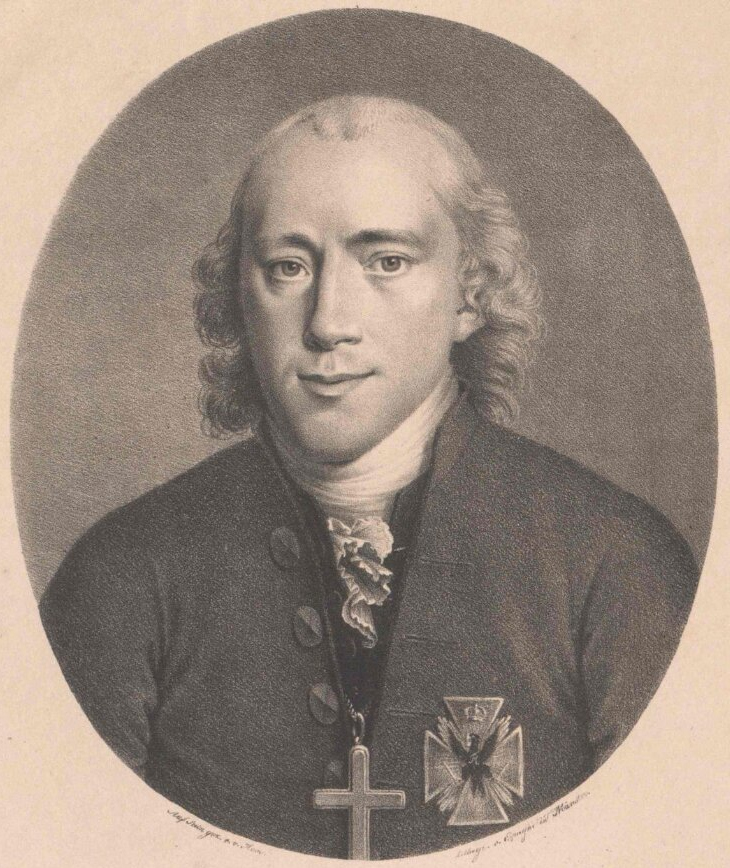
Kaspar Maximilian Droste zu Vischering

Kaspar Max Freiherr Droste zu Vischering, auch Caspar Max Droste zu Vischering, (* 9. Juli 1770 in Vorhelm; † 3. August 1846 in Münster) war von 1826 bis 1846 Bischof von Münster.

## Leben

### Herkunft und Familie
Kaspar Max entstammte als Sohn der Eheleute Clemens August Maria Droste zu Vischering (1742–1790) und Sophia Alexandrina Droste zu Füchten (1748–1817) der Adelsfamilie Droste zu Vischering, einer der ältesten und bedeutendsten westfälischen Familien. Er wuchs auf mit seinen zwei Schwestern, darunter  Rosine (1777–1819, ⚭ Maximilian Anton von Boeselager) und sieben Brüdern, darunter Adolf Heidenreich (Erbdroste und Erbauer des Erbdrostenhofs), Franz Otto (katholischer Theologe und Publizist), Clemens August (Erzbischof von Köln), Maximilian Heidenreich (Landrat in Brilon) und Joseph (Obersthofmeister und k. k. Feldmarschallleutnant).

### Werdegang
Kaspar Maximilian gehörte seit seiner Jugend zum Kreis um Amalie von Gallitzin. Er empfing am 13. Juli 1793 die Priesterweihe durch den Münsteraner Weihbischof Wilhelm von Alhaus.  Papst Pius VI. ernannte ihn 1795 zum Titularbischof von Ierichus und bestellte ihn zum Weihbischof im Bistum Münster. Die Bischofsweihe spendete ihm der Fürstbischof von Münster, Maximilian Franz von Österreich, am 6. September desselben Jahres; Mitkonsekratoren waren Jean-Baptiste du Plessis d’Argentré, Bischof von Sées, und Louis-Charles du Plessis d’Argentré, Bischof von Limoges. 1825 wurde er von Papst Leo XII. zum Bischof von Münster ernannt.
Seinen Bruder Clemens August, den späteren Erzbischof von Köln, weihte er am 14. Mai 1798 in Münster zum Priester und im Jahre 1827 ebendort zum Weihbischof.
Er eröffnete 1832 eine theologisch-philosophische Akademie in Münster, die Vorläuferin der Universität war.